# Lantaneae
Lantaneae Endl., 1838 è una tribù di piante spermatofite, dicotiledoni appartenenti alla famiglia Verbenaceae.

## Etimologia
Il nome della tribù deriva dal suo genere tipo Lantana L., 1753, un vecchio nome latino per una infiorescenza simile delle specie del genere Viburnum. Il nome scientifico della tribù è stato definito dal botanico, numismatico e orientalista austriaco Stephan Ladislaus Endlicher (Pressburg, 24 giugno 1804 – Vienna, 28 marzo 1849) nella pubblicazione "Genera plantarum secundum ordines naturales disposita - Gen. Pl.: 635. Aug 1838" del 1838.

## Descrizione

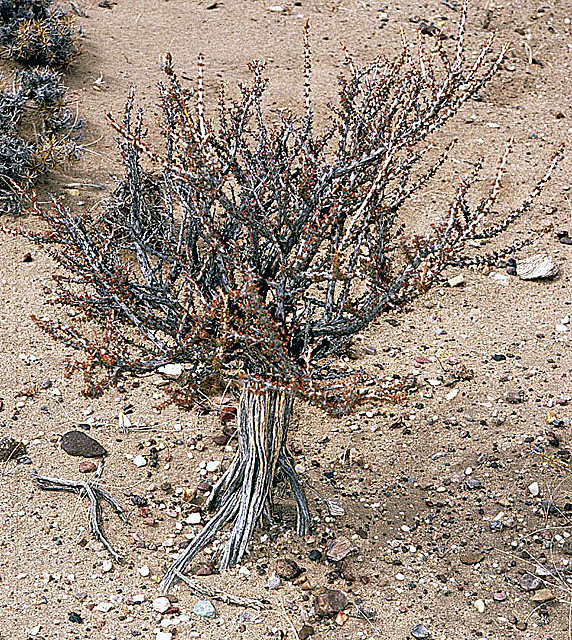
Il portamento
Acantholippia seriphioides

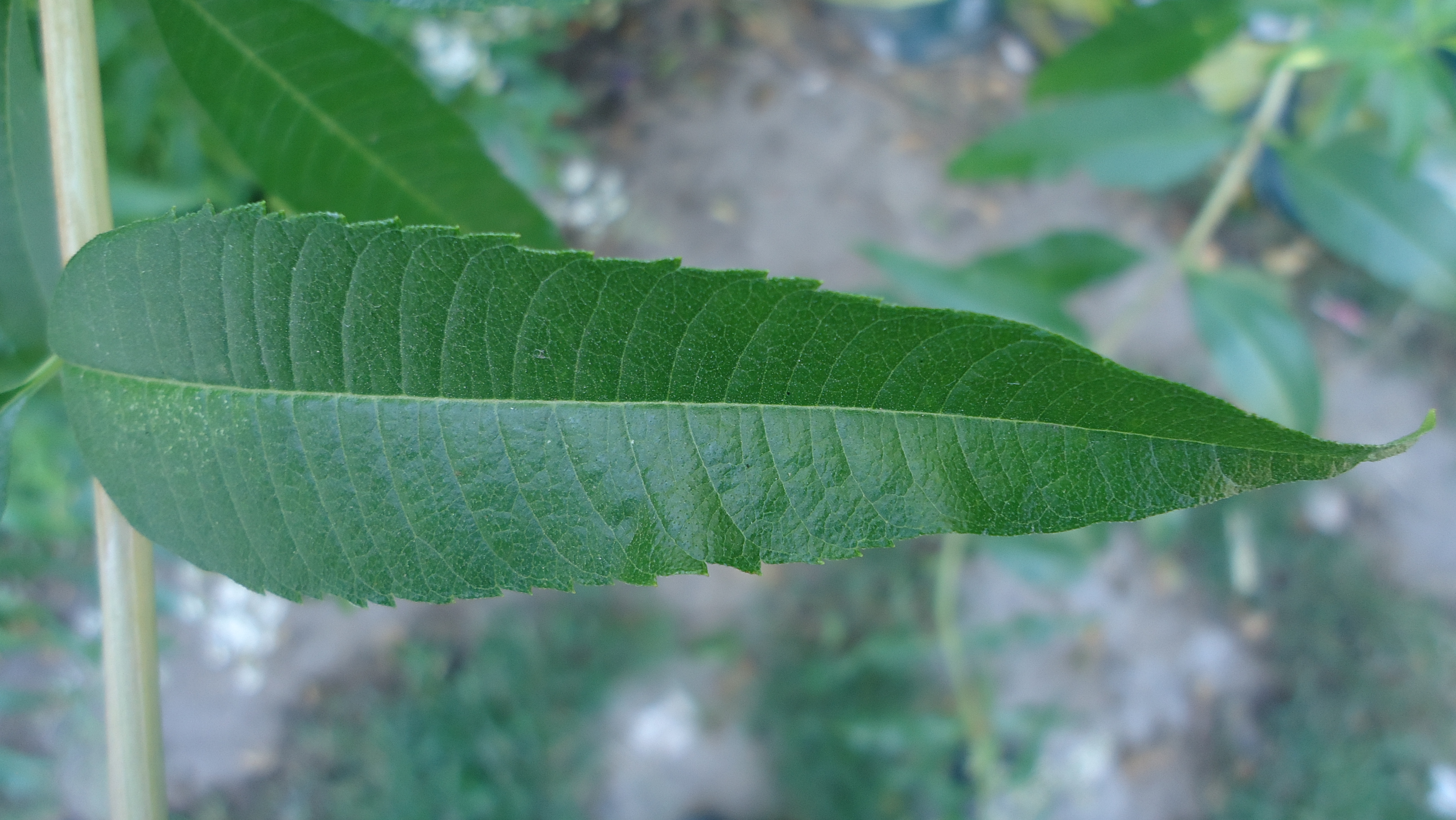
Le foglie
Aloysia citrodora

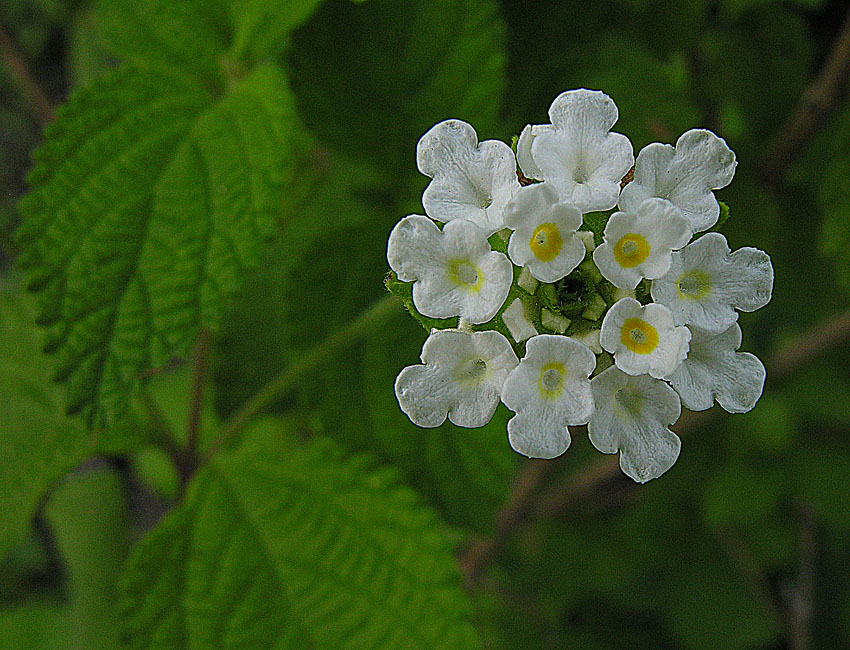
Infiorescenza
Lippia graveolens

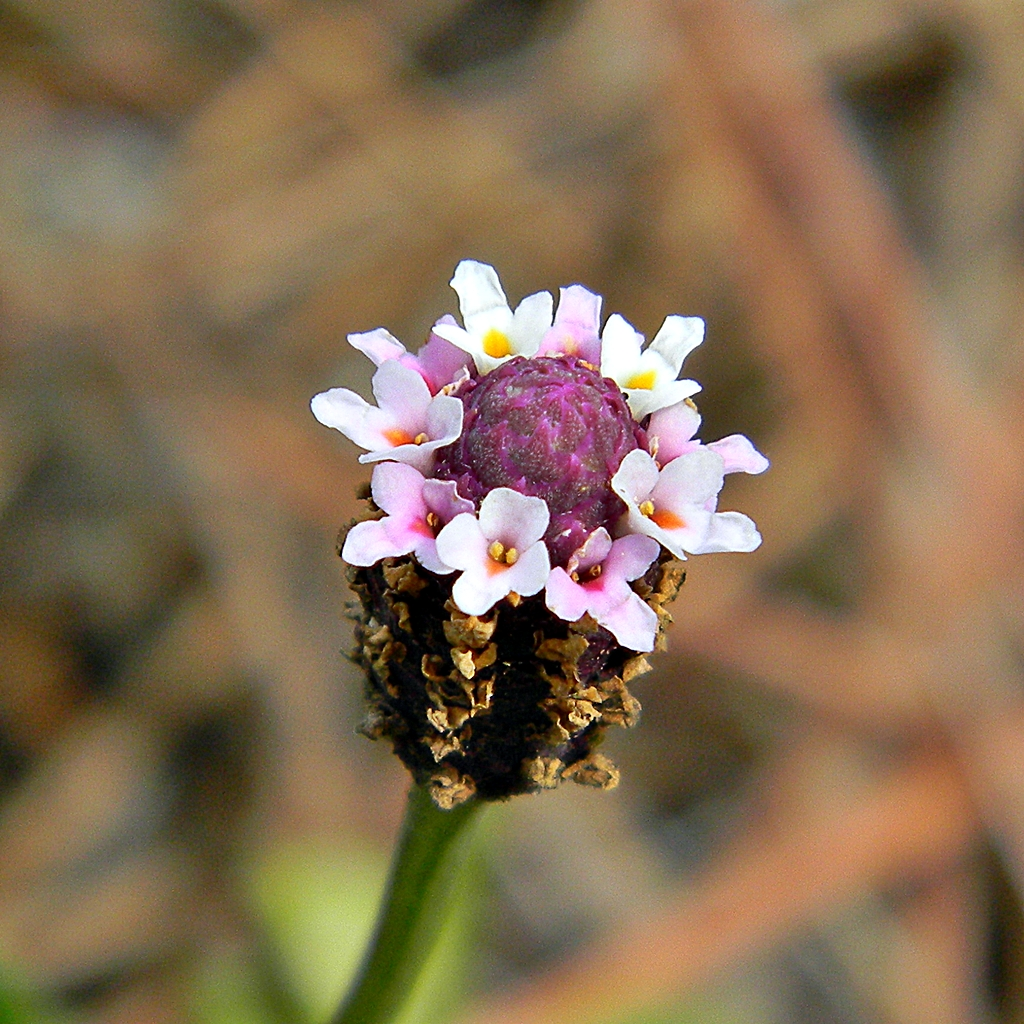
I fiori
Phyla nodiflora

- Il portamento delle specie di questa tribù è arbustivo o subarbustivo. In Acantholippia il portamento è formato da bassi o prostrati arbusti xerofitici, molto aromatici. Talvolta è formato da spessi arbusti arrampicanti per diversi metri. In Phyla si formano densi cuscini erbacei. Gli steli possono essere spinosi. In Lippia il portamento è xilopodiaceo.[7][8][9][10][11]
- Le foglie lungo il caule hanno una disposizione opposta o subopposta (a 2 a 2); ogni verticillo fogliare è ruotato di 90° rispetto a quello sottostante. In Acantholippia talvolta sono alternate, sessili, ridotte e carnose con margini revoluti. In Aloysia possono essere picciolate, verticillate e ghiandolari-resinose. In Nashia sono verticillate o fascicolate. Normalmente le foglie hanno la lamina intera o variamente dentata.
- Le infiorescenze, ascellari, sono formate da teste peduncolate (a volte lasse), oppure da dense spighe cilindriche (a racemo), oppure da raggruppamenti sessili di fiori. In alcune specie sono pendenti; altrimenti hanno un portamento eretto. In Nashia sono fascicolate. Sono presenti delle brattee (visibili o ridotte) con forme da lineari (strette) a triangolari o ellittiche o ovate; talvolta formano degli involucri. I fiori in genere sono sessili o brevemente pedicellati. Alcune infiorescenze si allungano alla fruttificazione.
- I fiori, ermafroditi, sono tetraciclici (ossia formati da 4 verticilli: calice– corolla – androceo – gineceo) e pentameri (i verticilli del perianzio hanno più o meno 5 elementi ognuno).

- Formula fiorale. Per la famiglia di queste piante viene indicata la seguente formula fiorale:

X, K (5), [C (2+3), A 2+2 o 2] G (2), (supero), drupa/2 nucule
- Il calice gamosepalo ha delle forme tubolari troncate o termina debolmente lobato (2 - 4 lobi) o crenato. In Coelocarpum i lobi sono 5. In Aloysia il calice è distintamente quadri-dentato con denti acuti o subulati. In genere è persistente e inviluppa la frutta.

- La corolla gamopetala, più o meno attinomorfa (zigomorfa in Coelocarpum e Lippia con 4 lobi e 2 labbra), tubolare con strutture da imbutiforme o ipocrateriforme, termina con 4 - 5 lobi ineguali ottusi e smarginati, talvolta patenti. Il tubo è diritto o incurvato, leggermente allargato nel mezzo. Il colore è rosso, giallo, bianco, malva e rosa; in una stessa infiorescenza si possono avere più colori.

- L'androceo è composto da quattro stami subdidinami fertili, inclusi (quelli posteriori sono talvolta debolmente sporgenti) e adnati nel mezzo della corolla o al di sotto (sono epipetali). Le antere sono dorsofisse; il tessuto connettivo è dilatato senza (o con) appendici. Le teche sono introrse e parallele; in Coelocarpum sono divergenti. La deiscenza è longitudinale. Un disco nettarifero è presente attorno all'ovario. La struttura del polline varia notevolmente da genere a genere:

- Lantana, Acantholippia, Aloysia, Coelocarpum, Lippia e Nashia: i granuli pollinici sono generalmente tricolpoporati (raramente 4-colpoporati); la forma varia da suboblata (l'asse polare è più corto di quello equatoriale) a prolata (l'asse polare è più lungo di quello equatoriale).
- Phyla: i granuli pollinici tricolpoporati (brevicolpati) con forme da subprolate a prolate; i "colpi" sono simili a fessure con terminazioni appuntite; la struttura dell'ectesina è "tectata-perforata".

- Il gineceo è formato da un ovario supero monocarpellare (per abortimento del secondo adiassale carpello). I carpelli sono biloculari per la presenza di un falso setto mediano con 2 ovuli. In Coelocarpum i carpelli sono due con 4 ovuli. Gli ovuli, a placentazione assile, sono subanatropi, fissati nella parte superiore del loculo (il falso setto) in modo pendente (ovuli penduli); inoltre hanno un tegumento e sono tenuinucellati (con la nocella, stadio primordiale dell'ovulo, ridotta a poche cellule). Lo stilo è corto con uno stigma capitato, laterale o obliquo.

- I frutti sono delle drupe carnose con uno o due loculi (2 semi per pirene) oppure sono secchi o subcarnosi schizocarpi che a maturità si separano in due mericarpi (con un seme ciascuno).

## Riproduzione
- Impollinazione: l'impollinazione avviene tramite insetti (impollinazione entomogama)[17] ma ai tropici anche tramite uccelli quali colibrì (impollinazione ornitogama).[11]
- Riproduzione: la fecondazione avviene fondamentalmente tramite l'impollinazione dei fiori (vedi sopra).
- Dispersione: i semi cadendo (dopo aver eventualmente percorso alcuni metri a causa del vento - dispersione anemocora) a terra sono dispersi soprattutto da insetti tipo formiche (disseminazione mirmecoria). Sono possibili anche dispersioni tramite animali (disseminazione zoocora).[7]

## Distribuzione e habitat
La distribuzione delle specie di questa tribù è relativa all'America e all'Africa con habitat prevalentemente tropicali o subtropicali (ma anche aridi).

## Tassonomia
La famiglia di appartenenza (Verbenaceae), comprendente 34 generi con oltre 1200 specie (secondo altri Autori 36 generi e 1035 specie), è suddivisa in 8 tribù. La distribuzione è praticamente cosmopolita con un habitat che varia da quello tropicale a quello temperato. L'appartenenza della famiglia all'ordine delle Lamiales è consolidata a parte alcune differenze morfologiche quali l'infiorescenza non verticillata (comune nelle altre famiglie dell'ordine) e la posizione dello stilo (terminale e non ginobasico).

### Filogenesi

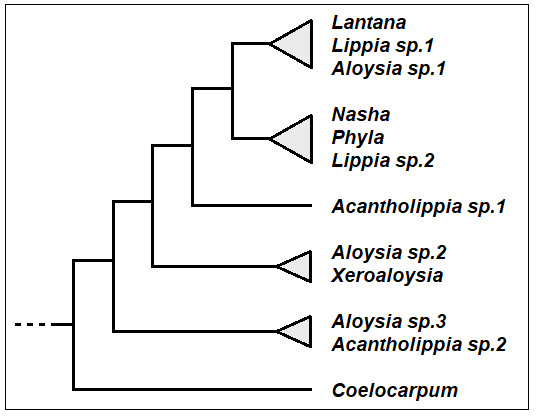
Cladogramma della tribù

La tribù Lantanaea è monofiletica e insieme alla tribù Verbeneae formano il "gruppo fratello" "core" della famiglia Verbenaceae. Tuttavia buona parte dei generi della tribù così come sono circoscritti attualmente non si presentano monofiletici. Studi più recenti hanno dimostrato una struttura molto complessa e articolata per questa tribù. I generi Lantana e Lippia rappresentano il "core" della tribù, ma risultano nidificati uno dentro l'altro. Il genere Aloysia pur non essendo molto numeroso è "distribuito" in vari sottocladi insieme ad altri generi quali Xeroaloysia e Acantholippia. Nashia e Phyla sono vicini (filogeneticamente) a Lippia, ma non ancora con posizioni ben definite. Coelocarpum, se incluso in questo gruppo, risulta "gruppo fratello" del resto della tribù.
Il cladogramma a lato tratto dagli studi citati rappresenta in modo riassuntivo la situazione filogenetica della tribù secondo le attuali conoscenze.
Dai risultati degli ultimi studi l'origine del nucleo (core) Lantaneae potrebbe essere posizionato nel Miocene (23 - 5 milioni di anni fa); in particolare nel Sud America. Successivi lignaggi sono migrati indipendentemente verso il nord (Nord America) e due volte nel Vecchio Mondo (Africa).

### Composizione della tribù
La tribù si compone di 8 generi e circa 300 specie:
| Genere                      | Specie                                                 | Distribuzione                               |
| --------------------------- | ------------------------------------------------------ | ------------------------------------------- |
| Acantholippia Griseb., 1874 | Circa 5 - 6                                            | Regioni aride dell'Argentina e Cile         |
| Aloysia Palu, 1784          | Circa 30                                               | America tropicale (e subtropicale)          |
| Coelocarpum Balf. f., 1884  | 5                                                      | Madagascar, Somalia e Socotra               |
| Lantana L., 1753            | Circa 100 - 150                                        | America e Africa tropicale (e subtropicale) |
| Lippia L., 1753             | Circa 125 - 200                                        | America e Africa tropicale                  |
| Nashia Millsp., 1906        | 6 - 7                                                  | Da Cuba alle Bahamas                        |
| Phyla Lour., 1790           | 5 - 15                                                 | America                                     |
| Xeroaloysia Tronc., 1960    | Una specie: Xeroaloysia ovatifolia (Moldenke) Troncon. | Argentina                                   |

Note:
- (1) Per alcuni Autori le specie del genere Acantholippia potrebbero essere descritte all'interno del genere Aloysia; inoltre per la specie Acantholippia seriphioides è ancora in discussione la appartenenza al genere Acantholippia.[1]
- (2) Il genere Burroughsia Moldenke, tradizionalmente descritto all'interno di questo gruppo, attualmente è considerato sinonimo di Lippia.[1][2]
- (3) I generi Stachytarpheta Vahl., Bouchea Cham. e Chascanum E. Mey., tradizionalmente descritti all'interno di questo gruppo[7], attualmente sono stati trasferiti nella tribù Duranteae.[1]
- (4) I generi Neosparton Griseb., Diostea Miers e Lampaya Phil. ex Murillo, tradizionalmente descritti all'interno di questo gruppo[7], attualmente sono stati trasferiti nella tribù Neospartoneae.[1]
- (5) il genere Coelocarpum tradizionalmente incertae sedis per la presenza di 2 carpelli (il resto della tribù è monocarpellare)[7], attualmente è stato descritto all'interno della tribù di questa voce[20], ma con alcune riserve.[21]